# Seznam rektorjev Univerze v Tartuju
Seznam rektorjev Univerze v Tartuju.

## Academia Gustaviana (1632–1665)
- Jakob Skytte (ilustris, 1632–1633)
- Andreas Virginius (1633)
- Heinrich Hein (1633–1634)
- Johann Spodaj (1634)
- Michael Savonius (prorektor, 1634–1635)
- Georg Manzel (prorektor, 1635–1636)
- Georg Manzel (1636)
- Lorenz Luden (1636–1637)
- Peter Schomer (1637–1638)
- Salomon Matthiae (1638)
- Andreas Virginius (1638–1639)
- Heinrich Hein (1639–1640)
- Johann Below (1641–1641)
- Andreas Virginius (1641–1642)
- Lorenz Luden (1642–1643)
- Johannes Ericsson (1643–1644)
- Salomon Matthiae (1644–1645)
- Andreas Virginius (1645–1646)
- Heinrich Hein (1648–1649)
- Salomon Matthiae (1649–1650)
- Sebastian Wirdig (1650–1651)
- Johannes Stiernstråle (1651–1652)
- Lorenz Luden (1652–1653)
- Joachim Schelen (1653–1654)
- Johannes Stiernstråle (1654–1655)
- Heinrich Hein (1655–1656)
- Andreas Virginius (prorektor, v Talinu, 1657)
- Georg Preuss (prorektor, Talin, 1658)
- Gabriel Elffring (prorektor, Talin, 1659–1660)
- Georg Preuss (prorektor, Talin, 1661–1662)
- Gabriel Elffring (prorektor, Talin, 1663–1665)

## Academia Gustavo-Carolina (1690–1710)
- Olaus Moberg (1690)
- Carl Lund (1690–1691)
- Lars Micrander (1691)
- Gustav Carlholm (1691–1692)
- Crispin Jernfeld (1692)
- Olaus Skragge (1692–1693)
- Gabriel Skragge (1693)
- Gabriel Sjöberg (1693–1694)
- Sven Cameenhjelm (1694)
- Sven Dimberg (1694–1695)
- Michael Dau (1695)
- Olaus Moberg (1695–1696)
- Olaus Skragge (1696)
- Jakob Friedrich Spodaj (1696–1697)
- Gabriel Skragge (1697)
- Lars Molin (1697–1698)
- Gabriel Sjöberg (1698)
- Sven Cameenhjelm (1698–1699)
- Michael Dau (v Pärnu, 1699–1700)
- Daniel Sarcovius (Pärnu, 1700)
- Daniel Eberhard (Pärnu, 1700)
- Olaus Moberg (Pärnu, 1700–1701)
- Sven Cameenhjelm (Pärnu, 1701)
- Lars Molin (Pärnu, 1701–1702)
- Michael Dau (Pärnu, 1702)
- Johan Folcher (Pärnu, 1702–1703)
- Samuel Auseen (Pärnu, 1703)
- Daniel Sarcovius (Pärnu, 1703–1704)
- Anders Palmrooth (Pärnu, 1704)
- Erik Fahlenius (Pärnu, 1704–1705)
- Samuel Auseen (Pärnu, 1705)
- Lars Braun (Pärnu, 1705–1706)
- Johan Folcher (Pärnu, 1706–1707)
- Jakob Wilde (Pärnu, 1707)
- Ingemund Bröms (Pärnu, 1707–1708)
- Conrad Quensel (Pärnu, 1708)
- Nicolaus Wiraeus (Pärnu, 1708–1709)
- Carl Schultén (Pärnu, 1709)
- Elof Holstenius (Pärnu, 1709–1710)

## Kaiserliche Universität zu Dorpat (1802–1893)
- Georg Friedrich von Parrot (prorektor, 1802–1803)
- Georg Friedrich von Parrot (1803)
- Daniel Georg Balk (1803–1804)
- Adam Christian Gaspari (1804–1805)
- Georg Friedrich von Parrot (1805–1806)
- Carl Friedrich Meyer (1806–1808)
- Christian Friedrich von Deutsch (1809–1810)
- David Hieronymus Grindel (1810–1812)
- Georg Friedrich von Parrot (1812–1813)
- Martin Ernst von Styx (prorektor, 1813–1814)
- Martin Ernst von Styx (1814)
- Friedrich Eberhard Rambach (1814–1816)
- Christian Steltzer (1816)
- Ferdinand Giese (prorektor, 1816–1817)
- Ferdinand Giese (1817–1818)
- Gustav von Ewers (1818–1830)
- Friedrich Wilhelm von Parrot (prorektor, 1830–1831)
- Friedrich Wilhelm von Parrot (1831–1834)
- Johann Christian Moier (1834–1836)
- Christian Friedrich Neue (1836–1839)
- Karl Christian Ulmann (1839–1841)
- Alfred Wilhelm Volkmann (prorektor, 1841–1842)
- Alfred Wilhelm Volkmann (1842)
- Christian Friedrich Neue (1843–1851)
- Eduard Haffner (1851–1858)
- Friedrich von Bidder (1858–1865)
- Guido Samson von Himmelstiern (1865–1868)
- Georg Philipp von Oettingen (1868–1876)
- Otomar Mejkov (1876–1881)
- Eduard von Wahl (1881–1885)
- Alexander Schmidt (1885–1890)
- Otomar Mejkov (1890–1892)
- Anton Budilovitš (1892–1901)

## Kaiserliche Universität Jurjew (1893–1918)
- Anton Budilovitš (1892–1901)
- Aleksandr Filippov (1901–1903)
- Grigori Levitski (1903–1905)
- Jevgeni Passek (1905–1908)
- Vissarion Aleksejev (ali Aleksejev ) (prorektor, 1908–1909)
- Vissarion Aleksejev 1909–1914)
- Pjotr Pustoroslev (1915–1917)
- Vissarion Aleksejev (1917–1918)

## Landesuniversität Dorpat (1918)
- Karl Dehio (1918)

## Eesti Vabariigi Tartu Ülikool (1919–1940)
- Heinrich Koppel (1920–1928)
- Johan Kõpp (1928–1937)
- Richard Hugo Kaho (1938–1940)
- Heinrich Riikoja (1940)

## Eesti Omavalitsuse Tartu Ülikool (1941–1944)
- Edgar Kant (začasni, 1941–1944)

## Tartu Riiklik Ülikool (1940–1941 in 1944–1989)
- Hans Kruus (1940–1941 in 1944)
- Alfred Koort (1944–1951)
- Feodor Klement (1951–1970)
- Arnold Koop (1970–1988)

## Tartu Ülikool (1989– )
- Jüri Kärner (1988–1993)
- Peeter Tulviste (1993–1998)
- Jaak Aaviksoo (1998–2006)
- Tõnu Lehtsaar (v. d., 2006–2007)
- Alar Karis (2007–2012)
- Volli Kalm (2012–2017, umrl v službi)
- Tõnu Lehtsaar (v.d., 2017–2018)
- Toomas Asser (2018–)